# Mademoiselle Caroline Rivière
Mademoiselle Caroline Rivière es un retrato obra del pintor francés Dominique Ingres. Data del año 1806 y se trata de un óleo sobre lienzo que mide 100 cm de alto por 70 cm de ancho. Se conserva actualmente en el Museo del Louvre de París, Francia.
Este cuadro pertenece al género del retrato. Aunque Ingres lo consideró durante su juventud un género menor, los cierto es que con el tiempo acabó convirtiéndose en el retratista refinado de la nobleza y la alta burguesía, que había accedido al poder durante la monarquía de julio.

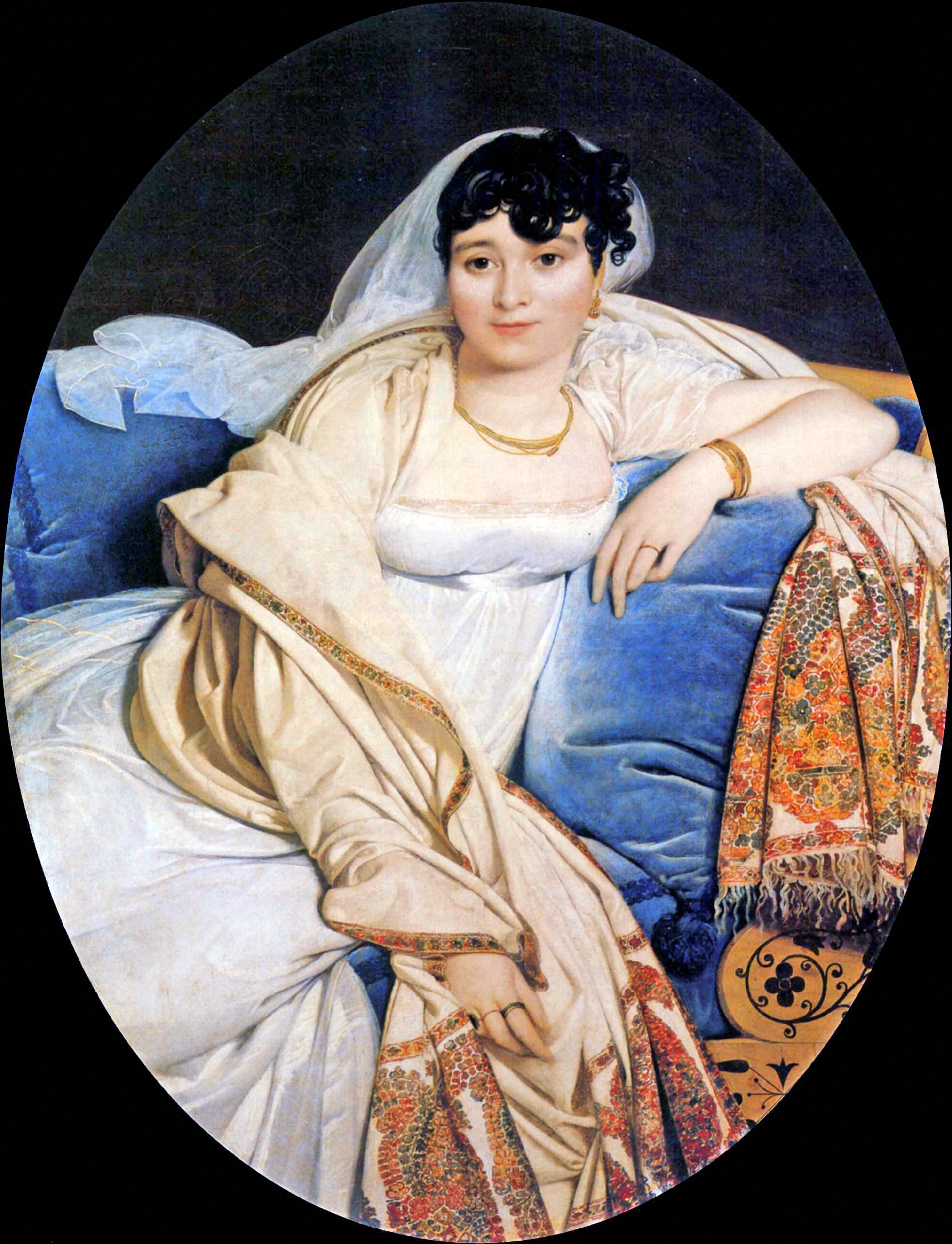
Madame Rivière, por Ingres.

Es uno de los retratos realizados por Ingres en la primera época de su carrera, cuando Ingres tenía que pintar retratos para ganarse la vida. Fue un encargo de tres retratos: además de Mademoiselle Rivière, Ingres pintó a Monsieur y Madame Rivière, todos en 1805-1806. Se expusieron en el Salón de 1806, y fueron criticados por considerarse arcaicos. La modelo fallecería meses después de hacerse el retrato, a los 15 años de edad.
La joven mira seria y despierta al espectador, mientras que insinúa una sonrisa con sus labios brillantes. La postura del cuerpo denota cierta rigidez. Viste un vestido blanco con un boa y guantes amarillos. Se enmarca en un paisaje de la Isla de Francia, brumoso, con el cielo azul claro, paisaje que parece armonizar con el estado de ánimo de la modelo.